# Fritz Deubner

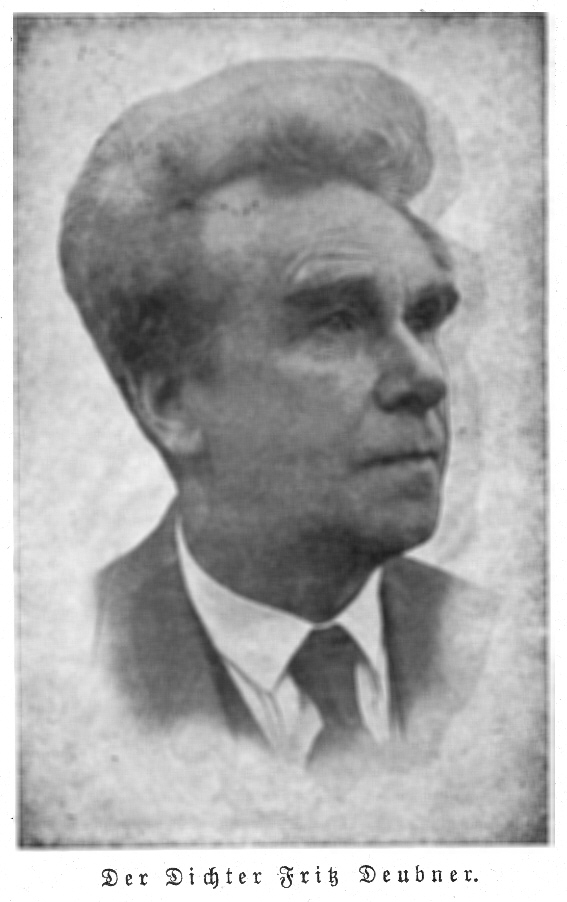
Fritz Deubner – um 1933

Fritz Deubner (* 2. Januar 1873 in Einsiedel; † 9. Dezember 1960 in Annaberg-Buchholz) war ein deutscher Pädagoge und Schriftsteller sowie Heimatforscher des westlichen Erzgebirges.
Deubner war von 1893 bis 1896 an der Schule in Wiesenbad tätig, es folgte ein längerer Aufenthalt in Westthüringen, wo er als Rektor der Schule in Brotterode tätig war und mit großem Erfolg als Autor für Kurzgeschichten, Gedichte und geschichtlichen Themen in Erscheinung trat.
Er war Mitglied des Nationalsozialistischen Lehrerbundes und des Nationalsozialistischen Beamtenbundes.
Später wechselte er nach Annaberg. Hier erwarb er sich vor allem als Adam-Ries-Forscher neben seinem Berufskollegen Willy Roch einen bleibenden Namen.

## Werke
Deubner publizierte rund 100 pädagogische Aufsätze und 1.500 belletristische Arbeiten, meist für Tageszeitungen und Illustrierte.
- Die erzgebirgischen Ahnen unseres Landesbauernführers. In: Illustriertes Erzgebirgisches Sonntagsblatt Nr. 35 vom 27. August 1939
- Nach Adam Riese. Leben und Wirken des großen Rechenmeisters, Leipzig/Jena 1959
- … macht nach Adam Ries, Annaberg 1992
- Singende Heimat. Verlag Schmauch, Kleinschmalkalden 1932
- Die Geschichte des Annaberger Theaterlebens seit Gründung der Stadt, Karl-Marx-Stadt/Annaberg 1953 (III 1/1 Ka 2635/53 3000 2010)

## Ehrungen
Aus Anlass des 60. Geburtstag im Jahre 1933 erschienen in zahlreichen deutschen Literatur-Journalen Würdigungen. In der thüringischen Stadt Rastenberg wurde als Dank für sein Werk Die Rastenbergische Nachtigall ein Gedenkbaum – die Deubner-Eiche – gepflanzt.
In gleichem Sinne wurde ihm in Lengenfeld unterm Stein eine Deubner-Buche gegenüber Schloss Bischofstein gepflanzt, sie erinnert an sein Geschichtsdrama Der Vogt von Stein. In Annaberg-Buchholz wurde ein Platz nach ihm benannt.